# 文京楽器
株式会社文京楽器（ぶんきょうがっき、英: Bunkyo Gakki Co., Ltd.）とは、日本の楽器小売店である。

## 概要
文京楽器は1947年創業の弦楽器専門店である。東京都文京区に店舗を構えている。

## 沿革
1947年
- コントラバス専門店として東京・文京区にチャキ絃楽器を創業

1965年
- 総合弦楽器専門店としてヴァイオリン・ヴィオラ・チェロの直輸入を開始

1971年
- 「第1回楽器店」主催し、収集した名器を一般公開する（以降1981年まで毎年開催）

1974年
- ストラディヴァリウス（1710年製ex-Dancla）を初めて販売する

1975年
- 文京楽器製造株式会社に改組

1976年
- オリジナルヴァイオリンブランド「ピグマリウス」を発表

1980年
- 新宿サンルートホテルにて「ボウ・フェア」を主催
- 翻訳本「バイオリン製作　今と昔」1・2部を発行
- コントラバスプレイヤーの「ゲイリー・カー」コンサートを主催

1982年
- 「世界のヴァイオリン・夢のフェスティバル」を主催し、ストラディヴァリ、デルジェスなどの名器約50挺、トルテなど名弓約120本を池袋三越にて展示
- ピグマリウスの分数モデルが故ドロシー・ディレイ氏に認められ、五嶋みどり氏の楽器として選択される

1983年
- 弦楽器専門誌「ピグマリウス」創刊（以降10年間40号まで発行）
- 出資子会社として弓の専門メーカー「株式会社アルシェ」を設立

1987年
- 音楽事務所と共同で若手音楽家の支援活動を開始

1988年
- ニューヨークで盗まれたストラディヴァリを文京楽器で発見し、国際楽器窃盗犯検挙に協力したことから警視庁より感謝状を贈呈される

1989年
- コレクションであったチェロの名器（ストラディヴァリ・ゴフリラー・モンタニャーナ・アマティ）の音色をすぎやまこういちのプロデュース、徳永兼一郎の演奏でCD化
- ロンドン支店設立

1994年
- 株式会社アルシェの職人である大瀬国隆がVSA国際製作
- コンペティションでゴールドメダルをチェロ弓部門で受賞

1995年
- 翻訳本「バイオリン製作　今と昔」3部を発行

1999年
- 文京楽器WEBサイトオープン
- ヴァイオリン製造部門を独立させ出資子会社として「株式会社ビオリーノ」を設立
- 株式会社文京楽器に改組

2000年
- ヴァイオリン製作教室「C’s」を設立

2002年
- 文京楽器ショールームをリニューアル

2004年
- 文京楽器WEBサイトをリニューアル

2009年
- 文京楽器WEBサイトを再リニューアル

2010年
- 本社ビル建て替えに伴い、本郷へ移転
- 「たのしく・ためになる」弦楽器専門店をコンセプトに営業を開始

2013年 4月30日
- 「グローバルで開かれたマーケット」を創造するべくTOVIC（トビック）- 東京バイオリントレードセンターをオープン
- 同店にて日本を代表するヴァイオリニスト・久保陽子とサロン・コンサートをシリーズ化Season 1として「久保陽子のバッハ」全6回を開催

2014年
- 久保陽子のモーツアルトサロン・コンサート・シリーズ、Season 2「久保陽子のモーツアルト」全10回を開催

2015年
- 久保陽子のベートーベンサロン・コンサート・シリーズ、Season 3「久保陽子のベートーヴェン」全７回を開催、ゲストとして日本を代表するチェリスト岩崎洸氏を迎える

2016年1月
- サロン・コンサートとレッスンの集大成としてコンサート「MION〜未来へつなぐ音 VOL.1」を文京シビックセンター小ホールで開催

2016年4月
- サロン・コンサート・シリーズ、Season 4「久保陽子のコンチェルト」全7回がスタート

2016年9月
- 代表取締役社長に堀酉基が就任、前社長・茶木泰風が代表取締役会長に就任
- 本郷店をクローズし小石川店に集約

## 著書
老舗弦楽器専門店の工房から 〜聞けそうで、聞けないヴァイオリン技術の話〜(2020年8月、せきれい社)